# Rame (biologia)
Il rame è un elemento chimico di formula Cu che in condizioni standard si presenta come un solido di colore rossastro.

## Storia
Il più antico utilizzo medico registrato del rame è menzionato nel papiro Smith, uno dei libri più antichi conosciuti. Questo testo medico egiziano, scritto tra il 2600 e il 2200 a.C., descrive l'applicazione del rame per sterilizzare ferite al torace insieme all'acqua potabile.
Greci, Romani, Aztechi e altri utilizzavano il rame o composti di rame per trattare disturbi come mal di testa, ustioni, vermi intestinali e infezioni auricolari e per l'igiene in generale. Nel XIX secolo, una nuova consapevolezza del potere medico del rame nacque dall'osservazione che i lavoratori del rame sembravano immuni al colera durante l'epidemia del 1832 e quelle successive a Parigi, Francia.
L'uso del rame in medicina si diffuse nel XIX e all'inizio del XX secolo, e una varietà di preparazioni inorganiche di rame vennero usate per trattare adeniti croniche, eczema, impetigine, infezioni tubercolari, lupus, sifilide, anemia e nevralgia facciale.
L'essenzialità del rame è stata scoperta nel 1928 quando fu dimostrato che se i ratti venivano alimentati con un latte povero di rame, non erano in grado di produrre abbastanza globuli rossi. Questa anemia fu curata con l'aggiunta di polveri contenenti rame di fonte vegetale o animale.
L'uso del rame come agente antimicrobico continuò fino all'avvento degli antibiotici disponibili commercialmente nel 1932. La diffusione della resistenza agli antibiotici tramite pressione selettiva iniziò e oggi ha reso i batteri resistenti agli antibiotici onnipresenti negli ospedali, case di cura, impianti di lavorazione degli alimenti e allevamentoi. Questo ha sollevato la necessità di approcci diversi per tenere a bada i microrganismi patogeni. Una di queste alternative è l'uso di superfici di rame in aree sensibili all'igiene. Sebbene questo approccio non sia nuovo, ha perso importanza e accettazione negli ultimi decenni.
Un rapporto del 1983 che documentava gli effetti benefici dell'uso di ottone e bronzo sulle maniglie delle porte per prevenire la diffusione di microbi negli ospedali è rimasto ampiamente ignorato. Allo stesso modo, l'idea di usare recipienti di rame per rendere potabile l'acqua è stata ripresa solo recentemente come alternativa a basso costo per i paesi in via di sviluppo. Attualmente, vi è un grande interesse nell'uso del rame come materiale auto-sanitizzante, e molte pubblicazioni recenti trattano gli aspetti meccanistici dell'"uccisione per contatto" (uccisione mediata dal contatto) da parte del rame.

## Abbondanza e disponibilità

### Disponibilità
La biodisponibilità del rame dipende da diversi fattori chiave, tra cui:
- la composizione chimica delle diverse forme di rame;
- le concentrazioni di rame disciolto e di rame adsorbito sulle particelle (es. sedimenti sospesi);
- fattori chimici nell'ambiente locale, tra cui acidità/alcalinità, durezza (es. Ca, Mg), altri cationi (Na, K), anioni, agenti complessanti (es. bicarbonato, cloruro, solfato, solfuro), agenti leganti che impediscono al rame di essere disponibile e materia organica disciolta;
- interazioni con siti recettoriali biologici ("ligandi biotici"), come le branchie degli organismi acquatici.

I modelli chimico-matematici predittivi accurati, come il modello del legame biotico (BLM), stimano la biodisponibilità del rame in diversi mezzi ambientali:
- ambienti d'acqua dolce: gran parte del metallo rilasciato negli ambienti d'acqua dolce è legato ai solidi particellari o alla materia organica disciolta e non è disponibile per essere assorbito dagli organismi. Solo una frazione relativamente piccola del rame totale è disponibile per la vita acquatica.
- ambienti d'acqua salata: la biodisponibilità del rame nei corpi d'acqua salata, inclusi gli ambienti estuarini e marini, è determinata dalla chimica locale dell'acqua, proprio come negli ambienti d'acqua dolce. Nei corpi d'acqua salata vicino alla costa, le variazioni della materia organica disciolta e, in misura minore, della salinità governano in gran parte la biodisponibilità del rame.
- suoli (terrestri) e sedimenti (acquatici): quasi tutto il rame nei suoli e nei sedimenti è legato alla materia particellare. L'esposizione agli organismi dipende solo dalla piccola quantità di rame biodisponibile nelle acque interstiziali.

I modelli di biodisponibilità possono essere usati per stabilire soglie di sicurezza per gli organismi che vivono nei vari ambienti:
- l'Unione Europea consente la dichiarazione di "nessun rischio" per i metalli nei suoli, nei sedimenti e nelle acque superficiali in base ai principi di biodisponibilità;
- negli Stati Uniti vengono utilizzati modelli di biodisponibilità per stabilire criteri locali di qualità ambientale dell'acqua per il rame nelle acque dolci e si sta valutando una versione del Modello del Legando Biotico per le acque marine;
- il Canada sta valutando il Modello del Legando Biotico per le sue linee guida sulla qualità delle acque dolci;
- il Vietnam sta considerando l'uso del Modello del Legando Biotico per i suoi standard di qualità delle acque, compresi quelli del Bacino del Mekong;
- Cina, Australia e Nuova Zelanda stanno considerando standard per acqua e suolo per il rame basati sulla biodisponibilità.

## Biochimica

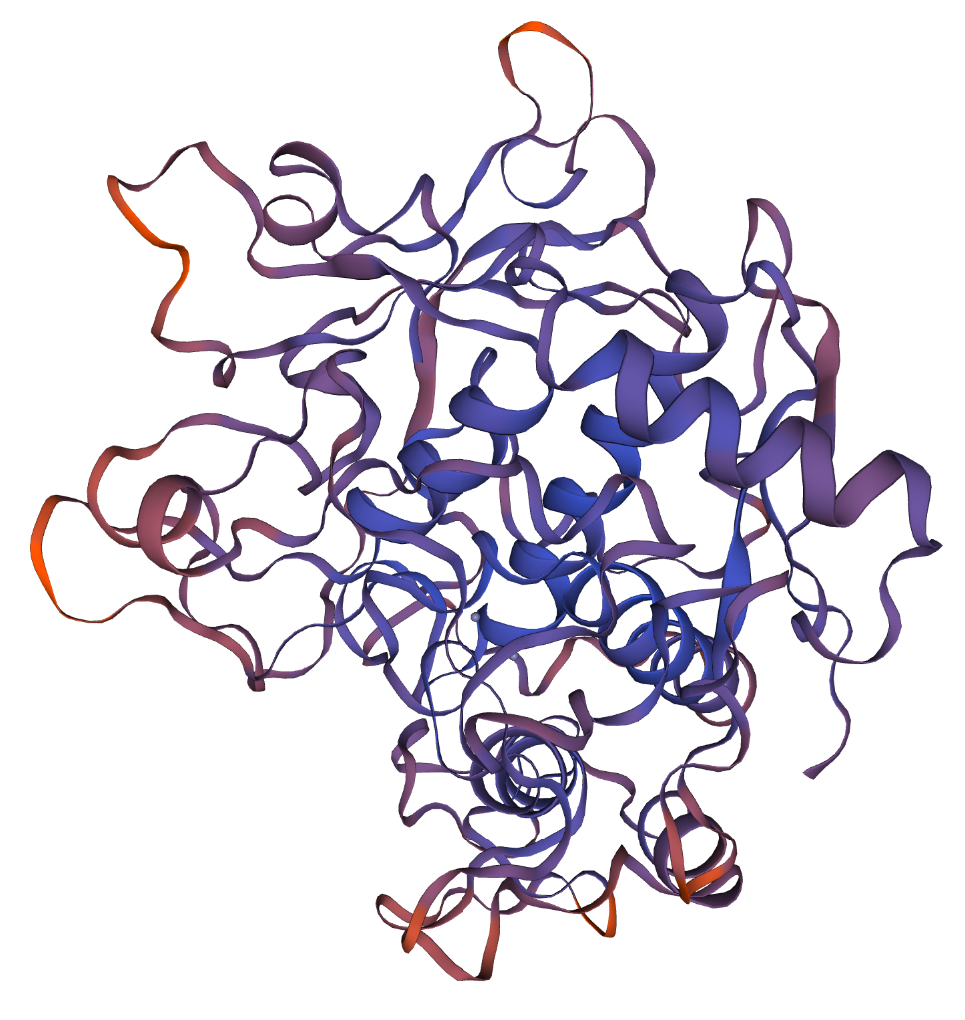
Tirosinasi

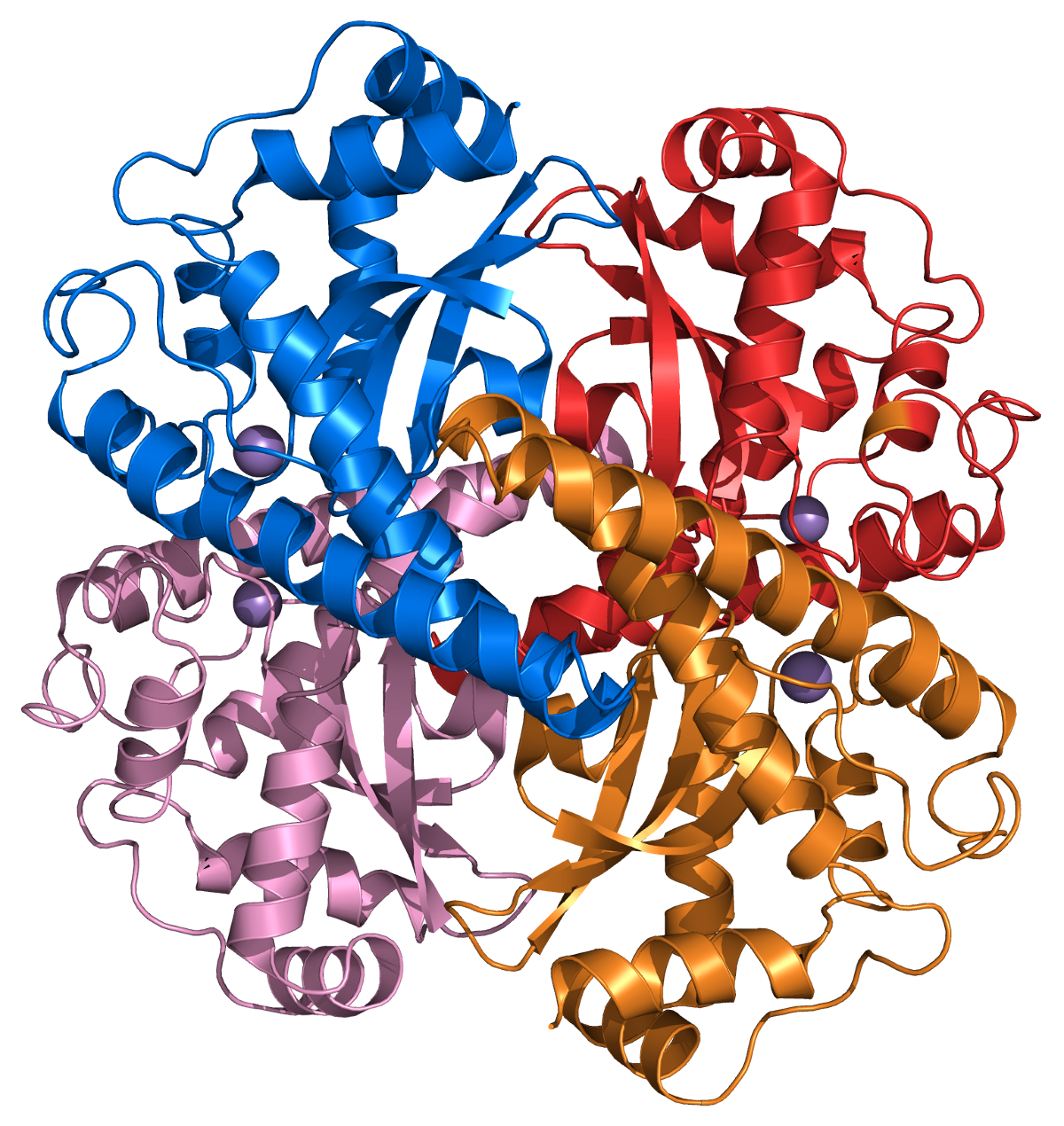
Superossido dismutasi

Il rame è un elemento in tracce essenziale per la maggior parte degli organismi viventi e ad oggi si conoscono più di 30 tipi di proteine che lo contengono. Esempi importanti sono:
- la lisil ossidasi coinvolta nel legame incrociato del collagene,
- la tirosinasi necessaria per la sintesi della melanina,
- la dopamina β-idrossilasi che funziona nel percorso delle catecolamine,
- la citocromo c ossidasi, l'accettore finale di elettroni della catena respiratoria
- la superossido dismutasi, richiesta per la difesa contro i danni ossidativi

In questi enzimi, il rame funge da donatore/accettore di elettroni alternando tra gli stati redox Cu(I) e Cu(II). Oltre agli enzimi correlati al metabolismo, alcune chinasi e i fattori di trascrizione dipendono dal rame per svolgere la loro funzione o possono essere attivati dal rame. Ad esempio:
- la chinasi attivata da mitogeni 1 (MAP2K1/MEK1)
- la MAP2K2[11]
- la chinasi attivante l'autofagia simile a unc-51 1 (ULK1)
- la ULK2[12]
- la chinasi proteica dipendente dai fosfoinositidi 1 (PDK1)[13]
- la proteina tumorale p53 (TP53/p53)[14]

Altre proteine del rame, come le plastocianine o le azurine, agiscono come trasportatori di elettroni. A seconda del tipo di coordinazione del rame alla proteina, il potenziale redox del rame può variare nell'intervallo da +200 mV a +800 mV.

### Procarioti
In generale, gli organismi procarioti hanno adottato un ruolo limitato per il Cu nella loro biochimica e fisiologia. Quasi tutti i batteri anaerobi e tutti gli Archaea anaerobi sono utilizzano solo limitatamente il rame, probabilmente a causa della limitata disponibilità di questo metallo negli ambienti in cui vivono e potrebbero essere rappresentativi della maggior parte della vita sulla Terra primordiale e anaerobica.
Tuttavia, mentre il rame non è ampiamente utilizzato da questi procarioti, molti dei loro genomi codificano per esportatori di rame e proteine di trasporto, note come chaperoni, per proteggersi contro gli effetti tossici dell'elemento. La maggior parte dei procarioti che utilizzano il rame esprime la citocromo c ossidasi (Cox), l'ultimo enzima nella catena di trasporto degli elettroni respiratori. Tipici enzimi contenenti rame come Cox, NADH deidrogenasi-2 e tirosinasi risiedono nella membrana citoplasmatica o nel periplasma dove sono caricati di rame, riducendo così il rischio per i componenti citoplasmatici.

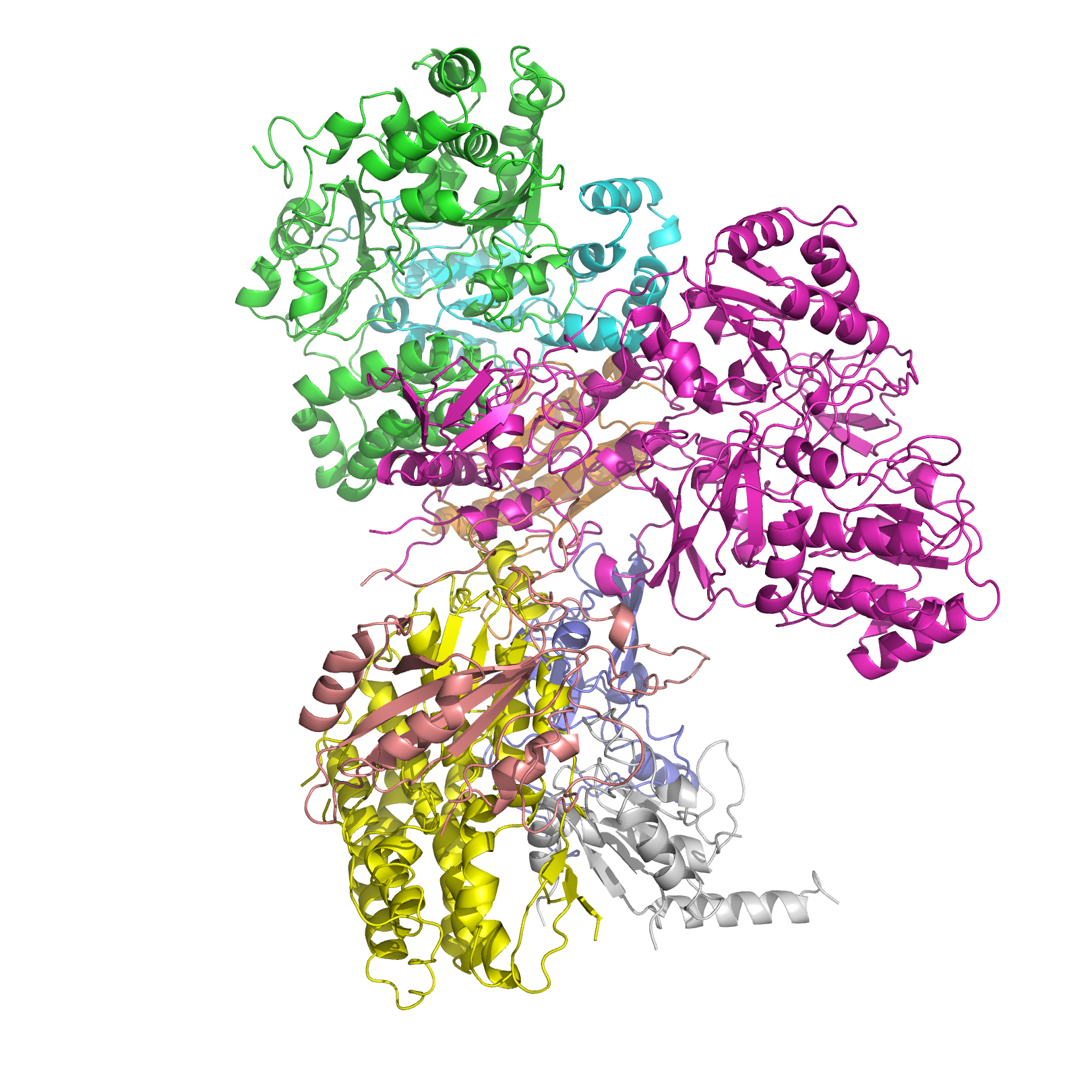
NADH deidrogenasi 2

Attualmente non è chiaro come il rame venga importato nelle cellule batteriche. Le ipotesi attuali includono la presenza di un trasportatore di cationi a spettro ampio e, nel caso dei metanotrofi fortemente dipendenti dal rame che utilizzano lo utilizzano come cofattore catalitico nella metano mono-ossigenasi, l'uso del peptide legante Cu metanobactina.
Un modello generale per l'omeostasi del rame nelle cellule batteriche può essere considerato in relazione a tre funzioni di base, focalizzate più sulla protezione che sul suo utilizzo: sensazione, mobilizzazione intracellulare ed escrezione. Molti batteri sono pronti a percepire e rispondere a livelli elevati di rame da una delle tre famiglie di repressori metalloregolatori (CopY, CsoR e CueR) che reprimono la trascrizione dei geni che codificano per il sistema di esportazione del rame in condizioni di bassa concentrazione.
Il rame viene escreto dalle cellule batteriche tramite trasportatori integrali di Cu+ politopici della membrana, ATPasi di tipo P1B, caratterizzati da motivi Cys-X2-Cys o da domini ricchi di istidina nelle loro estremità amino-terminale e motivi conservati His-Pro e Cys-Pro-Cys/His all'interno di specifici domini transmembrana. Attraverso queste ATPasi, il rame viene trasportato dal citoplasma nel periplasma o fuori dalla cellula. Il periplasma di alcune specie Gram-negative contiene meccanismi aggiuntivi di detossificazione ed escrezione del rame, come le ossidasi di Cu+, i chaperoni e i trasportatori di cationi metallici della membrana esterna non specifici.
Una volta escreto dal citosol, i repressori trascrizionali sensibili al rame attenuano in modo reostatico la trascrizione dei geni che codificano per le ATPasi di trasporto del rame. Gli Archaea sembrano codificare solo per esportatori di rame, senza una chiara omologia con i noti importatori di rame o con i chaperoni identificati nelle cellule batteriche o negli eucarioti.

### Eucarioti

#### Lieviti
Mentre i meccanismi di assorbimento e distribuzione del rame nei lieviti sono in grado di affrontare una vasta gamma di disponibilità di rame nell'ambiente, quando vi è un aumento del rame, l'espressione dei geni che codificano per le proteine di detossificazione, chiamate metallotioneine (MT), viene potenziata. Le metallotioneine Cup1 e Crs5 di S. cerevisiae, ad esempio, catturano il rame in eccesso mediante una stretta coordinazione con i tiolati di cisteina, sepolti dal solvente, in modo che sia scarsamente scambiabile e quindi non altamente reattivo.
Le MT di specie diverse raramente condividono somiglianze sequenziali e di solito vengono identificate esclusivamente in base al loro alto numero di cisteine. In effetti, mentre inizialmente si pensava che le MT fossero limitate agli eucarioti, la loro presenza in M. tuberculosis (Mtb) e in specie di Synechococcus suggerisce che siano ampiamente distribuite anche nei procarioti. I geni CUP1, CRS5 e SOD1 sono attivati trascrizionalmente da un secondo fattore di trascrizione metalloregolatore del rame, Ace1, in condizioni di alta concentrazione di rame. Pertanto, il lievito da panettiere attiva geni distinti in risposta a bassi e alti livelli di rame utilizzando differenti fattori di trascrizione per il rilevamento dello stesso.

#### Mammiferi

Fegato

A differenza dell'attivazione trascrizionale di Ctr1 e Ctr3 nel lievito in risposta alla carenza di rame, il Ctr1 nei mammiferi è regolato a livello dell'endocitosi e della degradazione indotte da livelli elevati di rame, come mezzo per regolare in modo reostatico i livelli di stato stazionario di Ctr1 e la sua abbondanza nella membrana plasmatica. I mammiferi esprimono anche le chaperonine Cu Atox1 (Atx1) e Ccs che sono funzionalmente analoghe a quelle nel lievito. Il controllo trascrizionale specifico per il rame non è stato caratterizzato nelle cellule dei mammiferi, anche se il rame attiva la trascrizione dei geni MT, in modo apparentemente indiretto, tramite il fattore di trascrizione MTF-1.
Gli animali non devono solo acquisire il rame e mediare la sua distribuzione intracellulare, ma devono anche distribuirlo ai tessuti periferici dove favorisce processi cellulari come l'elevata richiesta di fosforilazione ossidativa mitocondriale nei tessuti cerebrali e cardiaci. Nei mammiferi, il rame trasportato attraverso la membrana apicale da Ctr1 negli enterociti viene trasferito all'ATP7A, una P-ATPasi Cu-trasportante della membrana basolaterale, dalla chaperonina Cu Atox1 e pompato nella circolazione portale, dove raggiunge il fegato, l'organo principale di stoccaggio del rame.

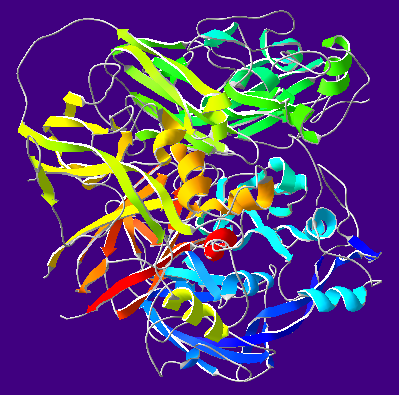
Ceruloplasmina

L'ATP7A gioca ruoli cruciali nel movimento del rame attraverso altri strati cellulari polarizzati, inclusa la placenta e la barriera emato-encefalica, per garantire un adeguato apporto di rame nel feto in via di sviluppo e per soddisfare le alte richieste di sviluppo e funzione cerebrale. Simile a Ccc2 nel lievito, ATP7A è anche importante per la consegna del rame alle proteine nascenti nell'apparato del Golgi.
Nei mammiferi, ATP7A è espresso in molti tessuti, ad eccezione del fegato, dove la sua espressione è alta nei topi neonati e diminuisce durante la maturazione. Nel fegato e in altri tessuti, una ATPasi Cu-trasportante omologa, ATP7B, è importante per il caricamento del rame sulla ceruloplasmina, una ferrossidasi contenente rame secreta nel plasma che svolge una funzione chiave nella distribuzione periferica del ferro.
ATP7B mobilita anche il rame in eccesso nella bile, prevenendo il sovraccarico di rame nei tessuti. Lavori recenti suggeriscono che i topi privi di Ctr1 specificamente nei cardiomiociti del cuore sviluppano una miopatia secondaria alla carenza di rame e, durante questo processo, rilasciano un segnale sconosciuto nel flusso sanguigno che stimola l'attivazione dell'espressione di ATP7A epatica e intestinale e la mobilizzazione del rame nel flusso sanguigno.

#### Essere umano
Nell'uomo l'assorbimento degli ioni di rame è mediato da SLC31A1 e SLC31A2, mentre l'escrezione è guidata da ATP7A e ATP7B. Nelle cellule, il rame viene trasportato a diversi organelli subcellulari per la biodisponibilità tramite diverse proteine, tra cui COX17, CCS e ATOX1. Inoltre, il legame di MT1, MT2 e GSH al rame può limitare la citotossicità dovuta a un eccesso di rame.

#### Piante
L'omeostasi del rame nelle piante è molto più complessa, forse a causa della presenza sia di mitocondri che di cloroplasti, del loro stile di vita relativamente sessile e di una serie di proteine dipendenti dal rame che sono uniche per le piante. Ad esempio, A. thaliana esprime sei trasportatori della famiglia Ctr, COPT1-6, ognuno con un'espressione e una localizzazione subcellulare specifiche per i tessuti. COPT1, il trasportatore studiato più ampiamente, si ritiene che sia in gran parte responsabile per l'acquisizione di rame nelle radici, ma anche COPT2 si localizza alla membrana plasmatica nei tessuti radicali. Simile a Ctr2 nei mammiferi, COPT4 sembra non svolgere un ruolo prominente nell'importazione di rame. COPT5 potrebbe avere un ruolo nella mobilizzazione delle riserve di rame vacuolari, mentre COPT3 e COPT6 hanno funzioni meno definite.
Le ATPasi di tipo P per i metalli pesanti (HMA) sono composte da almeno otto membri identificati in Arabidopsis. HMA1 a HMA4 sono trasportatori di cationi bivalenti implicati nell'esportazione non solo di Cu2+, ma anche di Zn2+ e Cd2+. Al contrario, HMA5 a HMA8 si ritiene servano come trasportatori di ioni monovalenti di Cu+. HMA7 (RAN1) è in grande parte responsabile della biogenesi dei recettori dell'etilene, ETR, - l'etilene è un ormone chiave per la segnalazione nelle piante - fornendo rame a ETR1 lungo il percorso attraverso il reticolo endoplasmatico, e non è irragionevole pensare che altre cuproproteine secrete possano ricevere rame in questo modo.

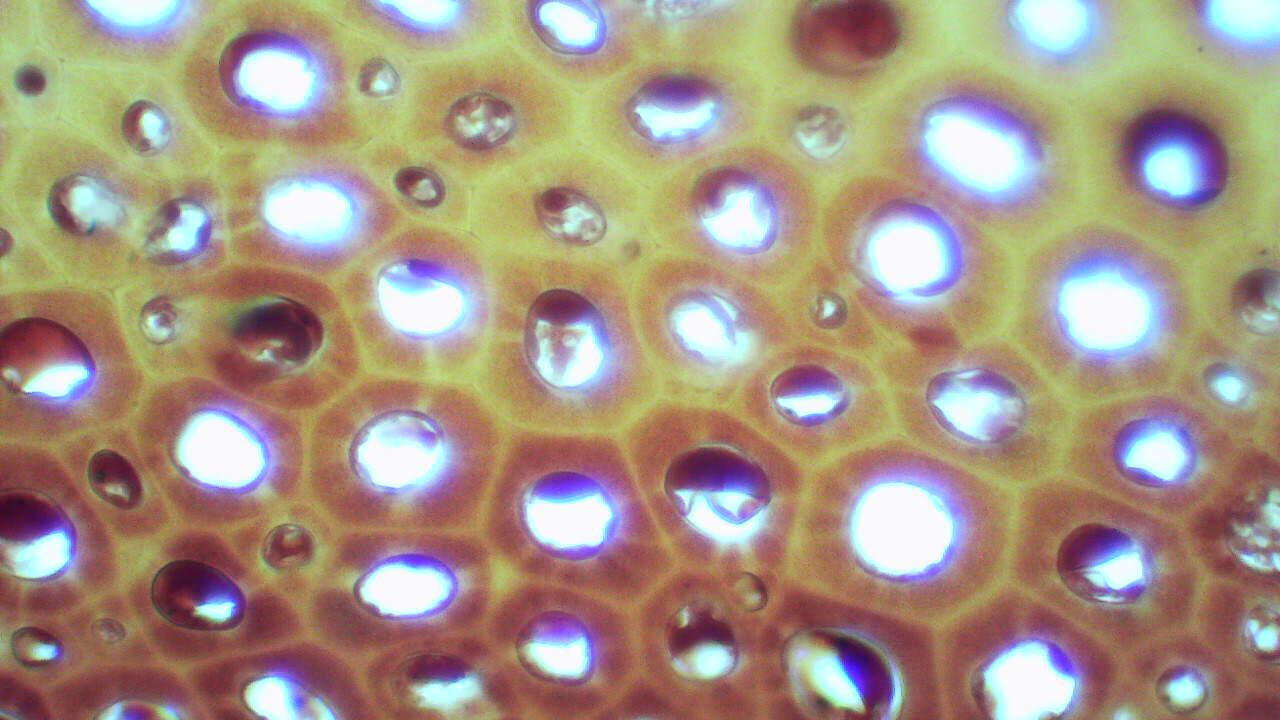
Plasmodesma

HMA5, espresso principalmente nelle radici, è probabilmente responsabile per la detossificazione del rame nelle stesse. HMA6 (PAA1) e HMA8 (PAA2) sono diretti al cloroplasto e sono necessari per fornire rame alla plastocianina proteica dei tilacoidi, mentre solo HMA6 è responsabile per il trasporto di rame alla SOD stromale. La plastocianina è necessaria per la fotosintesi e, come la citocromo c ossidasi, è coinvolta nel flusso di elettroni.
La proteina CCH di Arabidopsis possiede un dominio metallochaperonico simile ad ATX1 nel suo terminale amino, ma ha un dominio terminale carbossilico specifico per le piante. Questo dominio forma fibrille simili all'amiloidasi e potrebbe svolgere un ruolo nel trasporto di rame mediato da CCH attraverso i plasmodesmi, rappresentando un nuovo metodo di movimento del rame intercellulare e, forse, di segnalazione. Non è chiaro come il rame venga trasportato nello xilema per il trasporto attraverso la pianta, sebbene acidi organici come citrato, malato e ossalato, così come fitochelatine (oligomeri di glutatione, presenti anche in alcuni funghi) o nicotianamide possano fungere da leganti del rame nei vacuoli o nello xilema.

### Fabbisogno giornaliero
Il fabbisogno giornaliero di rame è stato stabilito da diverse Istituzioni sanitarie in tutto il mondo. Il fabbisogno può essere diverso per gli adulti, le donne incinte, i bambini e i neonati. Per esempio, la National Academy of Science ha stabilito per gli USA un fabbisogno giornaliero raccomandato (RDA, Recommended Dietary Allowance) di rame di 0,9 mg per gli adulti, di 1,0 mg per le donne incinte e di 1,3 mg per le donne in allattamento.

## Farmacologia e tossicologia

### Farmacocinetica

#### Assorbimento
Nei mammiferi l'assorbimento del rame avviene nello stomaco e nell'intestino tenue, sebbene appaiano differenze tra le specie riguardo al tratto di massimo assorbimento; per gli umani si ritiene che siano lo stomaco e il duodeno. Il tasso di assorbimento del rame varia da 15 a 97%, a seconda della quantità di rame, della forma sotto cui si trova e del contenuto della dieta

#### Distribuzione
Nel flusso sanguigno la maggior parte del rame è trasportato dalla ceruloplasmina. La percentuale del rame legato alla ceruloplasmina può variare da 70 a 95%, mentre il rimanente si lega alla albumina e ad altre proteine. Durante la gravidanza, si verificano numerosi cambiamenti nei livelli e nel trasporto del rame sia nella madre che nel feto. Il rame sierico aumenta nelle prime fasi della gravidanza e continua a salire fino a raggiungere livelli alla fine della gestazione che sono circa il doppio di quelli riscontrati nelle donne non gravide. L'età materna non influisce sui livelli di rame nel siero.

#### Metabolismo
L'omeostasi del rame è regolata su molteplici livelli, tra cui l'assorbimento da parte delle cellule intestinali o dei tessuti, la circolazione sanguigna e l'utilizzo, l'escrezione o l'esportazione da parte delle cellule dei tessuti. Il metabolismo del rame è un processo dinamico complesso regolato a livello cellulare e d'organo da molteplici molecole.

#### Escrezione
La bile è il percorso privilegiato per l'escrezione del rame ed è di vitale importanza nel controllo dei livelli di rame nel fegato. La maggior parte del rame contenuto nelle feci deriva da escrezione biliare, il resto arriva da rame non assorbito o proveniente dalla desquamazione di cellule della mucosa.

### Effetti del composto e usi clinici

#### Usi clinici
Il rame viene usato:
- in una varietà di integratori e vitamine, inclusi soluzioni endovenose per la nutrizione parenterale totale (TPN)
- nei contraccettivi intrauterini[25]
- in preparazioni omeopatiche[26]
- in alcune preparazioni radiofarmaceutiche[27]

#### Malattie
Rare malattie genetiche (malattia di Wilson, malattia di Menkes, cirrosi infantile indiana e tossicosi idiopatica da rame) sono dovute alla mutazione di geni responsabili della produzione di proteine coinvolte nell'assorbimento e nella distribuzione di rame.

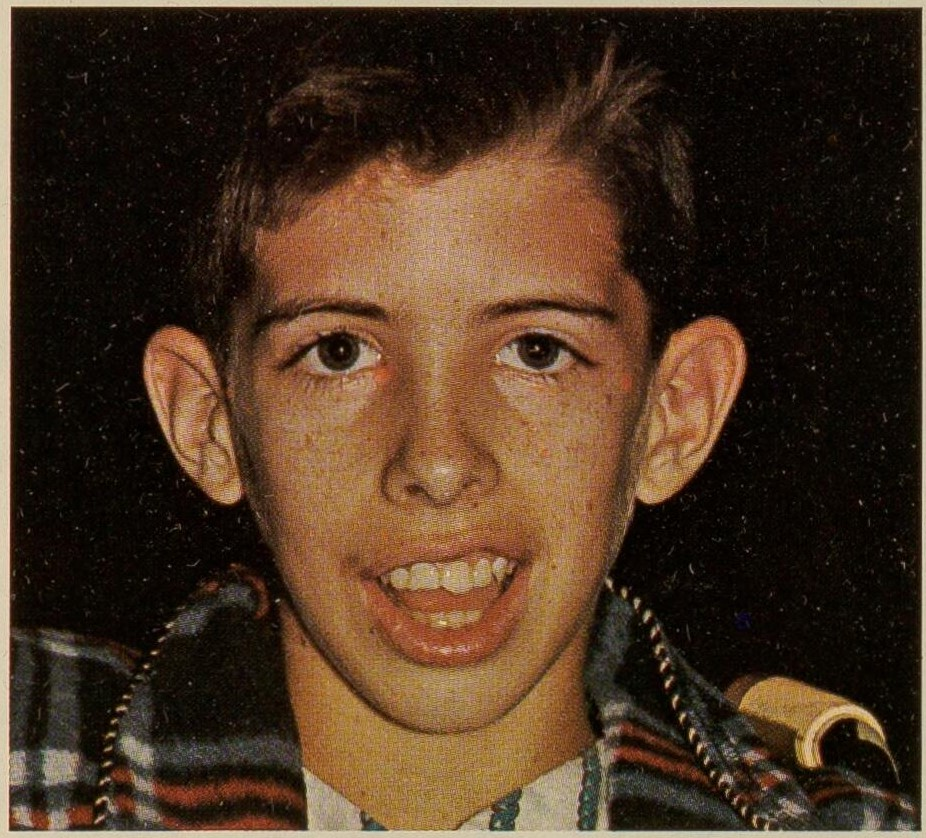
Malattia di Wilson

##### Malattia di Wilson
La malattia di Wilson è causata da mutazioni nel gene ATP7B, che portano all'accumulo di rame nel fegato e nei neuroni. La malattia provoca frequentemente disfunzioni epatiche, difetti neurologici che includono disturbi del movimento, convulsioni e depressione, gestiti con diete povere di rame, terapia chelante o, nei casi estremi, con il trapianto di fegato.

##### Sindrome di Menkes
La sindrome di Menkes è causata da mutazioni nel gene ATP7A e porta a carenza periferica di rame a causa di un fallimento nella mobilizzazione del rame assorbito con la dieta dagli enterociti intestinali nella circolazione. Essendo un tratto recessivo legato al cromosoma X, i pazienti con sindrome di Menkes sono tipicamente neonati maschi che presentano crisi e gravi difetti neurologici, anomalie nella termoregolazione, disturbi del tessuto connettivo, disfunzioni delle cellule immunitarie e altri sintomi che tipicamente portano alla mortalità prima dei tre anni.

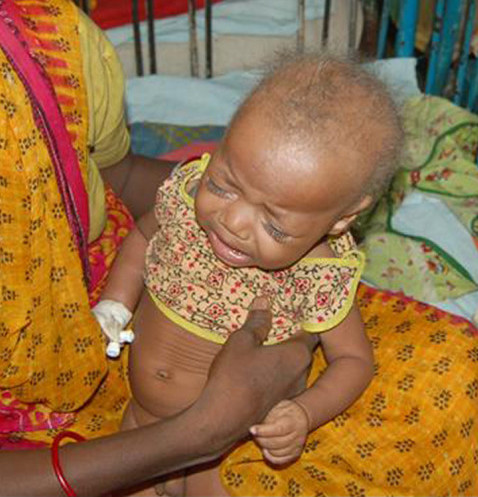
Sindrome di Menkes

Sebbene alcuni casi possano essere parzialmente migliorati tramite somministrazione endovenosa di rame, il blocco nella consegna dello stesso attraverso la barriera ematoencefalica rende questa malattia neurodegenerativa letale largamente refrattaria alla supplementazione parenterale di rame. Tuttavia, recenti studi suggeriscono che terapie di salvataggio a lungo termine potrebbero essere sviluppate tramite la somministrazione di una versione wild-type di ATP7A nei ventricoli cerebrali.

##### Malattia di Parkinson
Esiste un possibile legame tra il rame e il morbo di Parkinson, poiché il rame è associato all'aggregazione accelerata della proteina alfa-sinucleina nella formazione dei corpi di Lewy.

##### Altre malattie e complicanze
Analogamente, è stato dimostrato che il rame promuove l'aggregazione delle proteine con ripetizioni di glutamina mutanti nella malattia di Huntington, così come l'oligomerizzazione neurotossica del peptide amiloide-beta nel cervello dei pazienti affetti da Alzheimer. Se la disfunzione del rame sia una causa o una conseguenza di queste malattie neurodegenerative è oggetto di considerevoli ricerche.
Alcune analisi hanno mostrato concentrazioni plasmatiche di rame significativamente più basse in condizioni patologiche diagnosticate durante il primo trimestre di gravidanza (aborto spontaneo, minaccia di aborto, aborto mancato e uovo chiaro). Non sono state trovate differenze significative nelle concentrazioni plasmatiche di rame materno nelle condizioni patologiche (minaccia di aborto, minaccia di parto pretermine e pielonefrite) diagnosticate nel secondo trimestre di gravidanza. Tuttavia, tendenze verso concentrazioni più elevate di rame plasmatico, sebbene statisticamente insignificanti, possono essere osservate in altre condizioni patologiche durante il terzo trimestre (gestosi, ritardo della crescita intrauterina, parto pretermine).
Un'eccessiva assunzione di rame colpisce l'organismo anche indirettamente interagendo con altre sostanze nutrienti: per esempio causa anemia, in quanto interferisce con il trasporto e/o il metabolismo del ferro.

### Tossicologia
D'altra parte, le proprietà redox del rame possono anche causare danni cellulari. Sono stati suggeriti diversi meccanismi. I radicali ossidrilici reattivi possono essere generati in una reazione di tipo Fenton:
{\displaystyle {\ce {Cu^+ + H2O2 -> Cu^2^+ + OH^- + OH*}}}
Il radicale ossidrile può partecipare a numerose reazioni dannose per le molecole cellulari, come l'ossidazione di proteine e lipidi. Gli ioni di rame possono anche causare la deplezione di gruppi sulfidrilici, come quelli presenti nella cisteina o nel glutatione, attraverso un ciclo tra le reazioni:
{\displaystyle {\ce {2Cu^2^+ + 2RSH -> 2Cu^+ + RSSR + 2H^+}}}
{\displaystyle {\ce {2Cu^+ + 2H^+ + O2 -> 2Cu^2^+ + H2O2}}}
Una via alternativa della tossicità degli ioni di rame è stata dimostrata essere la sostituzione del ferro dai cluster ferro-zolfo. Analogamente, gli ioni di rame possono competere con lo zinco o altri ioni metallici per siti di legame importanti sulle proteine. 

#### Esposizione acuta
Nei casi riportati di ingestione di alte concentrazioni di sali di rame in dosi generalmente non conosciute, ma riportate essere di 20-70 grammi di rame, è stata osservata una progressione di sintomi che includono dolori addominali, mal di testa, nausea, giramento di testa, vomito, diarrea, tachicardia, difficoltà respiratorie, anemia emolitica, ematuria, massiccio sanguinamento gastrointestinale, insufficienza epatica e renale, e morte. Episodi di disordini gastrointestinali acuti a seguito di singole o ripetute ingestioni di acqua potabile con elevatissime concentrazioni di rame (sopra i 3–6 mg/L) sono caratterizzate da vomito e irritazione allo stomaco. I sintomi scompaiono quando il rame nell'acqua viene ridotto. Sono stati condotti tre studi che dimostrano che la soglia per disordini gastrointestinali acuti è di circa 4–5 mg/L per adulti sani, sebbene non sia chiaro se i sintomi siano dovuti al rame e/o sapore metallico, amaro e salato dell'acqua.

#### Esposizione cronica
La tossicità nel lungo termine non è stata ben studiata sull'uomo, ma è rara nella popolazione normale che non presenta difetti ereditari nell'omeostasi del rame. Ci sono alcune indicazioni che l'esposizione cronica possa manifestarsi in effetti sistemici oltre ai danni al fegato..  Non sono stati osservati effetti sugli enzimi del siero del fegato, bioindicatori dello stress ossidativo, e altri indicatori biochimici su volontari giovani e in salute, a cui sono state somministrate dosi di 6–10 mg/giorno di rame fino a 12 settimane. Neonati di 3-12 mesi, che consumavano acqua contenenti 2 mg/L per 9 mesi non differivano rispetto a un gruppo di controllo nei sintomi nel tratto gastrointestinale, tasso di crescita, predisposizione alle malattie, enzimi del siero del fegato, livelli di bilirubina e altri indicatori biochimici. La ceruloplasmina nel siero era momentaneamente elevata nei neonati di 9 mesi e simile ai controlli a 12 mesi, suggerendo l'adattamento dell'omeostasi e/o la maturazione della risposta omeostatica.

## Applicazioni

### Materiali antimicrobici
Batteri, lieviti e virus vengono rapidamente eliminati sulle superfici di rame metallico, e il termine “uccisione per contatto” è stato coniato per descrivere questo processo. Sebbene il fenomeno fosse già noto nell'antichità, sta ricevendo nuova attenzione. Ciò è dovuto al potenziale utilizzo del rame come materiale antimicrobico negli ambienti sanitari. È stato osservato che l'uccisione per contatto avviene a una velocità di almeno 7-8 logaritmi all'ora, e generalmente non sono stati recuperati microrganismi vivi dalle superfici di rame dopo un'incubazione prolungata.

### Agricoltura
L'effetto tossico del rame sui microbi è utilizzato in agricoltura per il controllo delle malattie batteriche e fungine, il che ha portato, di fatto, alla prima indagine approfondita sulla resistenza batterica agli ioni di rame.